# عیسی یک فلسطینی است
عیسی یک فلسطینی است (هلندی: Jezus is een Palestijn) یک فیلم کمدی هلندی است که در سال ۱۹۹۹ منتشر شد و نخستین فیلم بلند کارگردانش محسوب می‌شود.
فیلم یک استهزاء از تعصب مذهبی و هزاره‌گرایی است و در آن مضامینی چون خودزنی، زنا با محارم و اتانازی وجود دارد. این فیلم نخستین بار در جشنواره بین‌المللی فیلم روتردام ۱۹۹۹ به‌نمایش درآمد.